# Menzel Bourguiba
Menzel Bourguiba (àrab: منزل بورقيبة, Manzil Būrqība o Būrgība, literalment ‘Casa de Burguiba’) és una ciutat de Tunísia a la governació de Bizerta, situada uns 16 km al sud per carretera de Bizerta, a la vora del llac de Bizerta. L'estació ferroviària passa per Tinja, 2 km a l'oest. Té una població que supera els 50.000 habitants. És capçalera d'una delegació amb 55.400 habitants al cens del 2004.

## Història
La ciutat fou fundada pels francesos com a estació naval i arsenal el 1887, en un lloc anomenat Menzel Bourguiba, ‘Casa de Burguiba’ o, literalment ‘Casa del Pare de Rguiba o Raqiba’. Els francesos la van batejar Ferryville, del nom del ministre Jules Ferry. Al moment de la independència (1956) va recuperar el seu nom original.

## Economia
L'activitat principal són les drassanes navals, que van donar feina a milers de persones entre 1970 i 1990, però després van començar a decaure, especialment quan la Unió Soviètica va deixar de fer servir aquest lloc per als seus vaixells. Darrerament els francesos han signat un contracte que garanteix per un temps la supervivència de les drassanes.

## Administració
És el centre de la delegació o mutamadiyya homònima, amb codi geogràfic 17 58 (ISO 3166-2:TN-12), dividida en vuit sectors o imades:
- En-Najah 1 (17 58 51)
- Gabtna 1 (17 58 52)
- Gabtna 2 (17 58 53)
- Cité Etthaoura (17 58 54)
- En-Najah 2 (17 58 55)
- El Medina (17 58 56)
- Chelagmia (17 58 57)
- Cité Jardins (17 58 58)

Al mateix temps, forma una municipalitat o baladiyya (codi geogràfic 17 14), dividida en tres circumscripcions o dàïres:
- Menzel Bourguiba (17 14 11)
- Cité Etthaoura (17 14 12)
- Cité En-Najah (17 14 13)

La municipalitat s'estén pels vuit sectors o imades de la delegació o mutamadiyya.